# Virtual pet Digimon

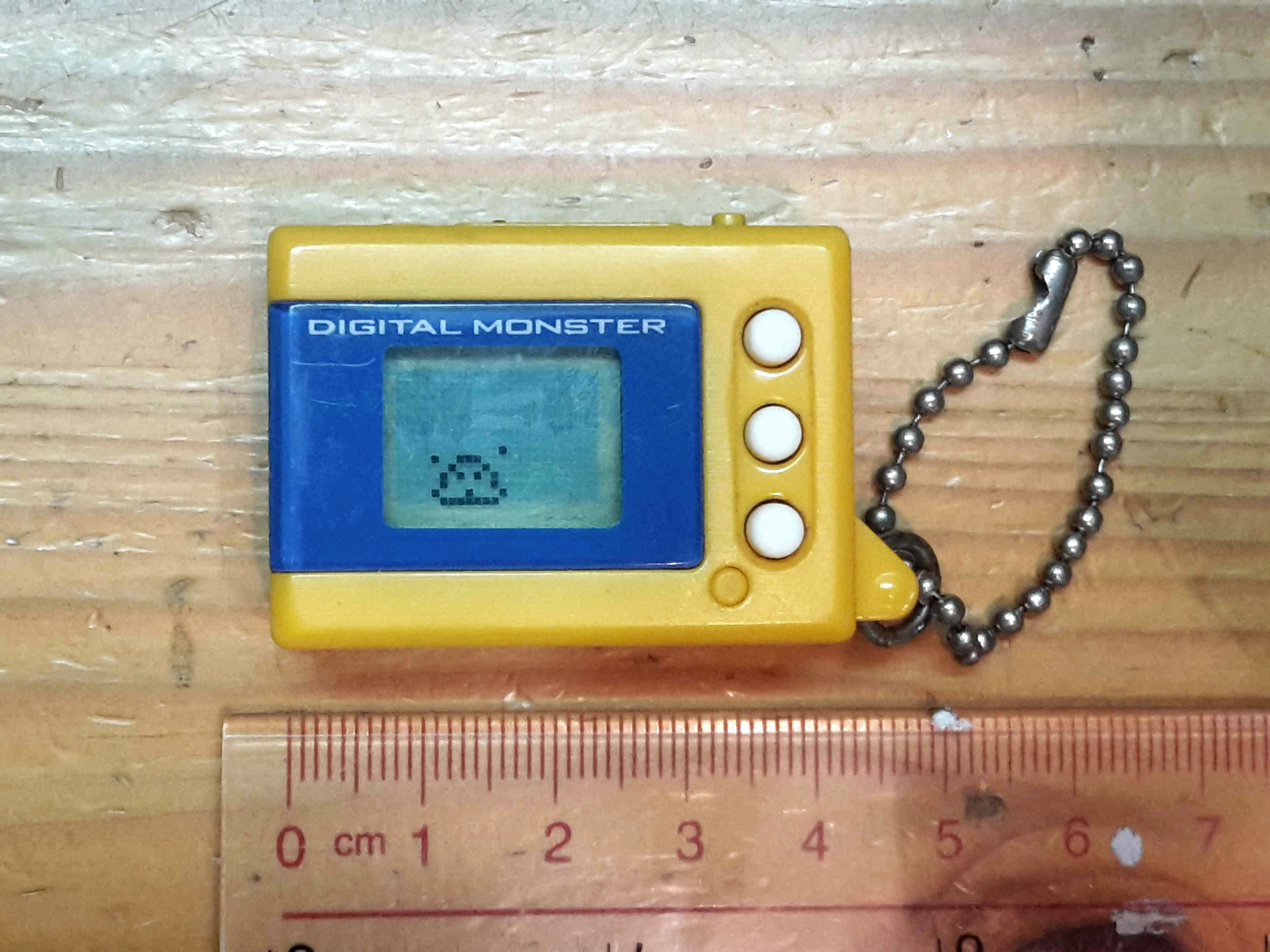
Modèle de virtual pet DigiMon.

Le virtual pet Digimon est un petit gadget électronique, créée par Akiyoshi Hongo, et commercialisé en 1997 par la société japonaise Bandai. Il s'agit du tout premier gadget commercial, l'une des prémices de la franchise médiatique Digimon, exclusivement fabriqué pour un jeune public masculin,. 

## Concept
Ce qui est devenu une série télévisée à la fin des années 1990, ainsi qu'une série de jouets, de mangas, de cartes à jouer et de jeux vidéo, débute sous l'apparence d'un virtual pet, principalement fabriqué pour les garçons, sous le nom de DigiMon. L'objet est similaire aux animaux de compagnie virtuels, avec pour différence une difficulté plus élevée et la capacité de se connecter pour combattre les autres v-pets digimon. Chaque joueur démarre avec un digimon au niveau bébé, l'entraine, en prend soin, le fait évoluer (ou digivolver), et combattre les monstres d'autres joueurs pour voir qui est le plus fort. Le digimon possède plusieurs formes d'évolution. 
À la suite du succès commercial du virtual pet, dont les ventes atteignent 13 millions d'unités dans le monde entier en mars 2004, la société Bandai adapte ses créatures en une multitude de médias. L'un des premiers les plus marquants incluent le jeu vidéo Digimon World sur PlayStation, comptant près de 150 espèces différentes de digimon.

## Système de jeu
Le digimon possède plusieurs fonctions qui permettent au joueur de s'occuper de lui. La première est le statut. L'utilisateur peut vérifier l'âge, le poids, la force et l'énergie. Si un digimon ne possède aucune énergie dans sa barre d'énergie, il sera incapable de se connecter et de combattre. La deuxième permet de nourrir le digimon. Le gigot augmente la faim de l'animal, et la vitamine améliore la force et l'énergie. Cependant, nourrir le digimon, peu importe ce qui lui est donné, augmente son poids malgré tout, affectant ainsi ses capacités à combattre et à se digivolver. Lorsque le digimon atteint le niveau disciple, il sera capable de manger beaucoup plus que la normale. Le digimon peut ingérer un nombre illimité de vitamines.
La troisième permet de voir l'entrainement du digimon. Une ombre apparaît à gauche tandis que le digimon du joueur apparaît à droite. Le joueur appuierait ensuite sur le bouton gauche ou du milieu et le digimon attaquerait au-dessus et en dessous, respectivement. L'ombre parerait ensuite les attaques de haut en bas. C'est un jeu de hasard. Si le Digimon réussit à frapper au minimum trois fois sur cinq, il perdrait un kilogramme et sa force augmenterait. S'il n'atteint pas ce but, le digimon ne perdrait qu'un gramme et ne gagnerait aucune force. La quatrième fonction permet la digivolution. Une fois activée, le joueur peut se connecter à un autre joueur et commencer le combat.
La cinquième permet de nettoyer les déchets du digimon. Laisser les déchets s'accumuler trop longtemps rendra le digimon malade. La sixième permet de gérer la lumière. Si le digimon s'endort et que la lumière n'est pas éteinte, ses conditions (des statistiques invisibles) pourraient diminuer, et ses chances de se digivolver en une forme puissante aussi.
La septième permet d'observer les conditions médicales. Si le digimon est malade ou se blesse durant un combat, il peut être guéri avant de commencer à nouveau. Le digimon se met en colère lorsqu'il reçoit un traitement médical. La huitième et dernière n'est pas manuellement sélective ; s'agit d'une alerte. Elle clignote et produit un son si le digimon fait ses déchets, a besoin de manger ou s'endort lorsque la lumière est allumée.